# EuskoKargo
EuskoKargo est la marque sous laquelle la société publique du Gouvernement basque, Eusko Trenbideak - Ferrocarriles Vascos S.A., gère le transport de marchandises par chemin de fer. À cet effet, EuskoKargo dispose de 42 plates-formes Sgh 6000, livrées à partir de février 2006 par l'entreprise madrilène Tafesa. En outre, CFD Bagnères, filiale de la Compagnie de chemins de fer départementaux (CFD) (France) et l'entreprise biscaïenne TEAM travaillent conjointement à la construction de 12 locomotives doubles (diesel-électriques) pour EuskoKargo, dont la première unité a été livrée le 12 janvier 2009, et seront testées dans la ligne Luchana - Sondika.

## Histoire

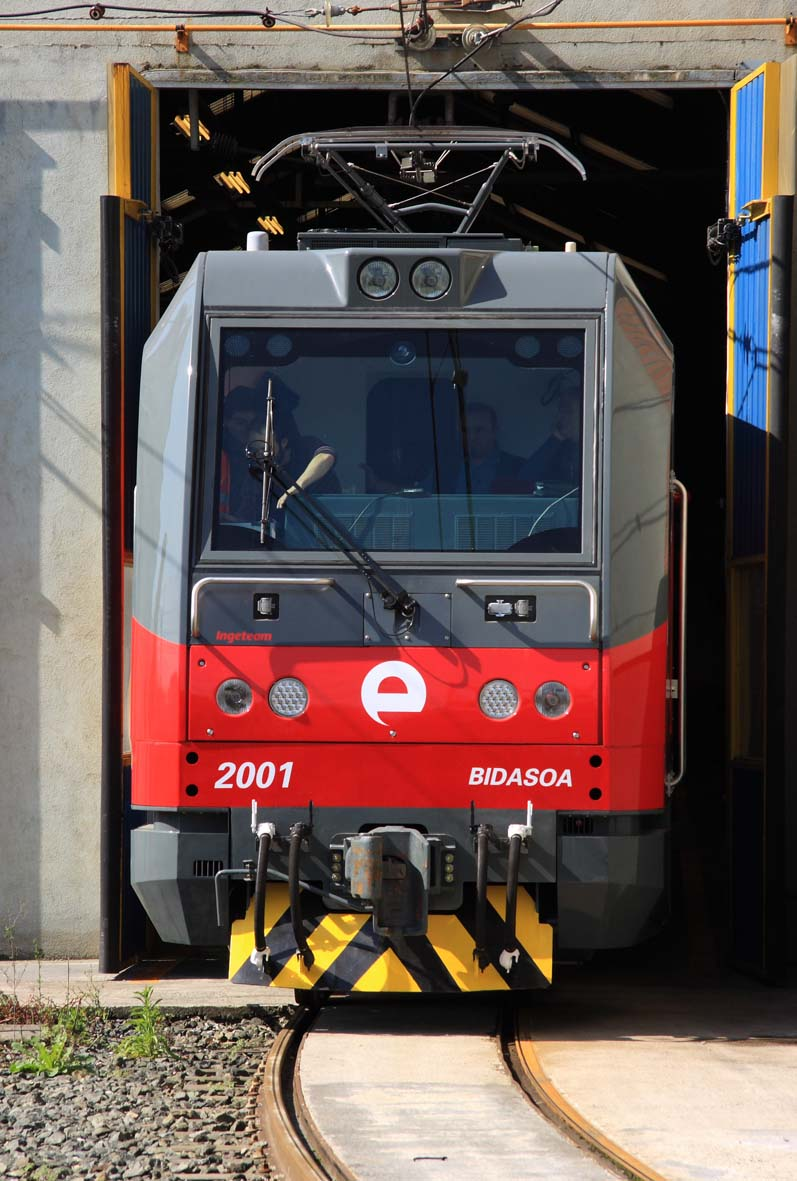
Locomotive EuskoKargo TD 2001 BB "Bidasoa" à Barakaldo.

Le premier transport a été effectué pendant la nuit du 9 au 10 mai 2007, où l'habituel train bobinero de FEVE a porté 7 plates-formes d'EuskoKargo jusqu'à Lasarte-Oria. Au matin suivant le train est retourné à Basauri en chargeant des cylindres avec origine dans la République tchèque et destination de Sestao.

## Projet
Parmi les projets de la société on trouve l'utilisation de la voie, la restitution préalable, des anciens Ferrocarriles del Urola (chemin de fer de l'Urola) pour le transport de marchandises depuis les aciéries d'Azpeitia jusqu'au port de Pasaia et du transport de marchandises depuis Bermeo jusqu'au futur port sec d'Euba (Amorebieta-Etxano), où on prévoit de relier Euba avec le Y basque.

## Traduction
- (es) Cet article est partiellement ou en totalité issu de l’article de Wikipédia en espagnol intitulé « Euskotren Kargo » (voir la liste des auteurs).